# Friede von Rawalpindi
Der  Frieden von Rawalpindi  wurde am 8. August 1919 zwischen Afghanistan und Großbritannien geschlossen und beendete den Dritten Afghanisch-Britischen Krieg (1919). Der Friedensschluss gab Afghanistan die nationale Souveränität zurück.

## Historische Entwicklung
Aufgrund der Ereignisse im Jahre 1893 hatte sich im afghanischen Volk bereits eine extreme antibritische Stimmung entwickelt. Großbritannien hatte in diesem Jahr Afghanistan die Durand-Linie als neue Staatsgrenze aufgezwungen, die das südliche Gebiet Afghanistans Britisch-Indien einverleibte. Hinzu kam, dass während des Ersten Weltkrieges sowohl Deutsche als auch Türken die Afghanen zur Aufgabe ihrer politischen Neutralität aufgefordert hatten. Speziell junge Afghanen riefen zum Dschihad zu Gunsten der islamischen Seite auf. Habibullah Khan (1872–1919) war zwischen 1901 und 1919 Herrscher über Afghanistan. Er behielt die Neutralität seines Landes jedoch bei.
Beide Vorgänge stießen in Afghanistan auf großen Unmut und schürten die anti-britische Stimmung. Als eine Reaktion darauf wurde am Unabhängigkeitstag des Jahres 1918 bei einem Umzug ein Anschlag auf Habibullah verübt, dem er jedoch entging. Wenige Monate später, am 20. Februar 1919 wurde er bei einem Jagdausflug ermordet.
Sein Sohn Amanullah Khan (1892–1960), der ihm am 27. Februar 1919 auf den Thron nachfolgte, vertrat eine andere Politik: Er verfolgte die Revidierung des Vertrags von Gandamak und damit das Lösen vom britischen Einfluss auf sein Land. Nach wenigen Monaten eskalierten die Spannungen zwischen beiden Seiten: Nachdem afghanische Einheiten in das Grenzgebiet von Britisch-Indien eingedrungen waren, erklärte Großbritannien am 6. Mai 1919 Afghanistan den Krieg. Da keine der beiden Seiten sich entscheidend durchzusetzen vermochte, kam es bereits am 8. August in Rawalpindi zur Unterzeichnung eines Friedensvertrags. Darin erkannte Großbritannien die volle staatliche Souveränität Afghanistans an. Im Gegenzug akzeptierte Afghanistan die Durand-Linie Linie und somit den Verlust ehemaliger Landesteile an Britisch-Indien.